# Fougoumba
Fougoumba (ou Fogoumba, Fugumba) est une petite ville peule de Guinée située dans la région de Dalaba.

## Population
En 2016, la localité comptait 14 293 habitants.

## Histoire

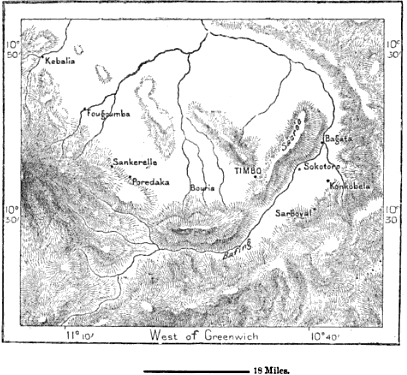
Fougoumba, au nord-ouest de Timbo, sur une carte d'Élisée Reclus (1888).

Elle fut la capitale religieuse du Fouta-Djalon au XVIIIe siècle, elle abrite une des plus anciennes mosquées du Fouta Djalon et le lieu du couronnement des almamys
Elle a été le lieu qui a servi de point de départ au lancement de la guerre sainte contre les infidèles en 1725 et le choix de Karamoko Alfa pour diriger le jihad .
Siaka Barry ex ministre de la culture et des sports de Guinée,président du parti politique MPDG ( mouvement populaire démocratique de Guinée)